# Kobeshofen
Kobeshofen ist eine Hofschaft in Hückeswagen im Oberbergischen Kreis im Regierungsbezirk Köln in Nordrhein-Westfalen (Deutschland).

## Lage und Beschreibung
Kobeshofen liegt im südlichen Hückeswagen, wo die Kreisstraße K5 auf B 237 trifft. Bei der Ortschaft befindet sich eines der drei großen Gewerbe- und Industriegebiete Hückeswagens, welches ebenfalls den Namen Kobeshofen trägt. Der Sohlbach begrenzt südlich Ort und Industriegebiet. Nachbarorte sind Knefelsberg, Hambüchen, Dierl, Kleineichen und Westenbrücke.

## Geschichte
Der Ort wurde 1484 das erste Mal urkundlich in Kirchenrechnungen erwähnt. Die Schreibweise der Erstnennung lautet: (Hannes) Koyp. Die Karte Topographia Ducatus Montani aus dem Jahre 1715 zeigt einen Hof und bezeichnet diesen Hof mit Kopshusen. Der älteste Gebäuderest von Kobeshofen stammt von einem denkmalgeschützten Steengaden, einem mittelalterlichen Wehrturm. Erhalten ist davon nur der Rest eines Bruchstein-Gewölbekeller mit quadratischem Grundriss, der an Haus Nr. 17 grenzt. Das heutige Wohnhaus Nr. 17 stammt von 1907 und wurde nach dem Brand eines alten Fachwerkhauses (mit Bandweberei) errichtet. Eine weitere alte Hofstelle ist das über die Traufe geteilte benachbarte Gebäude (Nr. 13). Zwischen diesen Hofstellen liegen zwei kleine längliche, parallel aneinander stehende Bauten: Ein Wohngebäude und ein Wirtschaftsgebäude(s. Bild oben)).
Im 18. Jahrhundert gehörte der Ort zum bergischen Amt Bornefeld-Hückeswagen. 1815/16 lebten 33 Einwohner im Ort. 1832 gehörte Kobeshofen der Berghauser Honschaft an, die ein Teil der Hückeswagener Außenbürgerschaft innerhalb der Bürgermeisterei Hückeswagen war. Der laut der Statistik und Topographie des Regierungsbezirks Düsseldorf als Weiler kategorisierte Ort besaß zu dieser Zeit sechs Wohnhäuser und neun landwirtschaftliche Gebäude. Zu dieser Zeit lebten 44 Einwohner im Ort, neun katholischen und 35 evangelischen Glaubens.
Im Gemeindelexikon für die Provinz Rheinland werden für 1885 sechs Wohnhäuser mit 60 Einwohnern angegeben. Der Ort gehörte zu dieser Zeit zur Landgemeinde Neuhückeswagen innerhalb des Kreises Lennep. 1895 besitzt der Ort sieben Wohnhäuser mit 63 Einwohnern, 1905 sieben Wohnhäuser und 67 Einwohner.

## Wander- und Radwege
Folgende Wanderwege führen durch den Ort:
- Der Ortswanderweg ━ von Purd zur Wiebach-Vorsperre

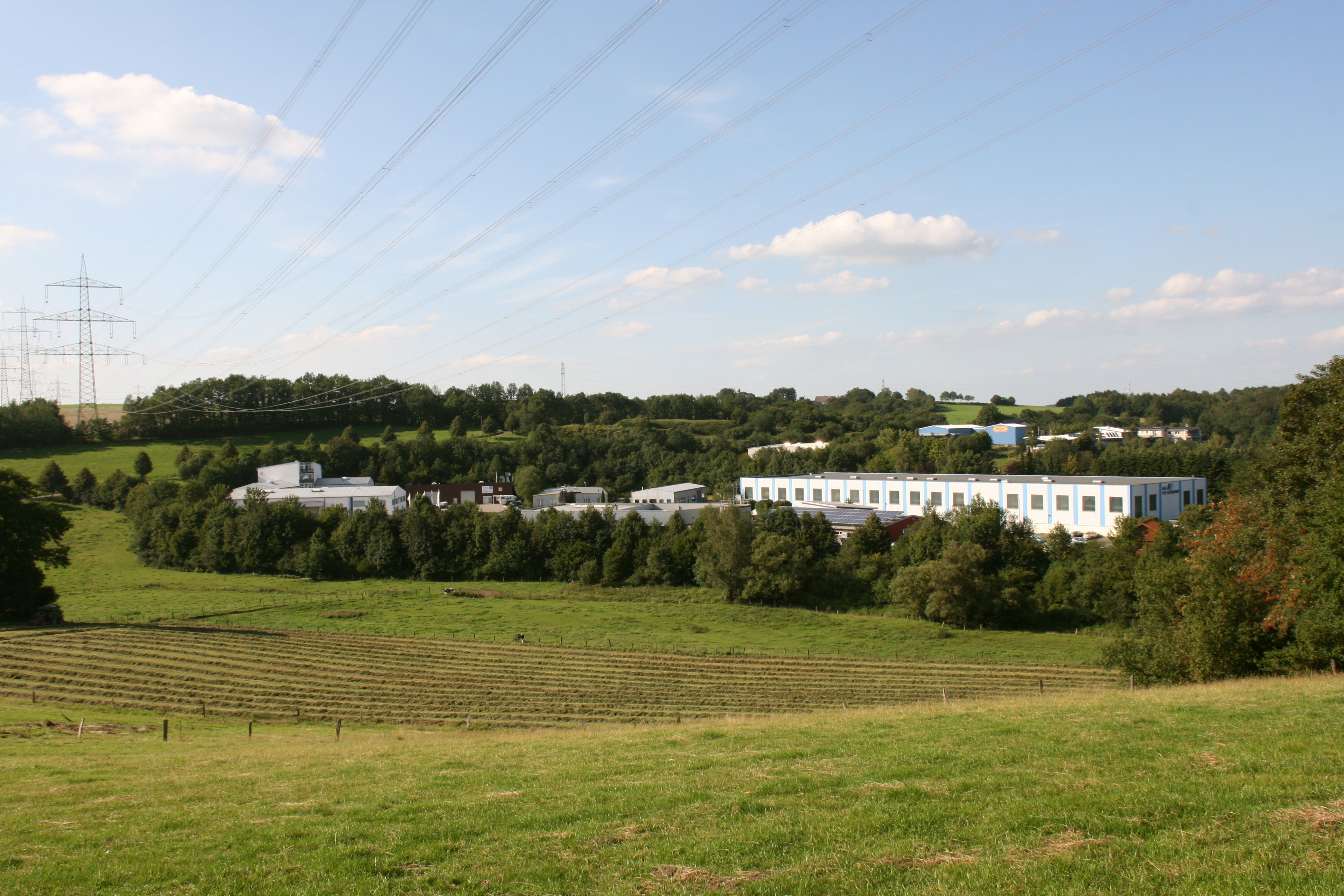
Gewerbegebiet Kobeshofen